# Can Ramis (Sant Celoni)
Can Ramis és una casa al nucli de Sant Celoni (Vallès Oriental) inclosa a l'Inventari del Patrimoni Arquitectònic de Catalunya.

## Història
Era la casa pairal dels Ramis, que al llarg dels darrers tres segles apareixen freqüentment en els escrits de la vila o de la comarca. Va ser restaurada als anys 1950 per l'arquitecte Joaquim de Ros i de Ramis, que li afegí la galeria d'arcs carpanells de les golfes, recuperada d'una casa de Barcelona.

## Descripció
És de planta baixa i dos pisos. El primer pis té balcons i el segon una galeria amb columnetes d'arcs. La coberta és a dues vessants, amb un ràfec que corona la façana. Aquesta té una composició simètrica i allargada. Totes les obertures estan revestides de pedra.